# 사고코눙가르
사가, 베오울프, 데인인의 사적 등의 문헌들을 살펴보면 역사적 실재가 확실한 최초의 스웨덴 왕 승리왕 에이리크 이전에 오늘날의 스웨덴 땅을 다스린 존재들에 대한 정보를 얻을 수 있다. 그러나 이들이 언급되는 문헌들의 신뢰성이 떨어지거나 때로는 상호 모순되기 때문에 이들의 역사적 실재성은 논란의 대상이다. 스웨덴에서는 "사가의 왕들"이라는 뜻에서 사고코눙가르(스웨덴어: sagokonungar)라고도 부른다.
《헤임스크링글라》와 《윙글링 일족의 사가》에 나오는 스비아인의 왕들은 신화의 영역임이 명백하다. 이후 6세기를 전후하여 부분적으로 역사적 사실에 기초하고 있는 반전설적인 왕들의 시대가 기록된다. 이 반전설적 왕들은 윙글링 가 또는 라그나르 로드브로크 또는 스쿌둥 가의 혈통들이다.

## 윙글링가
이하 목록은 기본적으로 윙글링 일족의 사가에 기반하고 있다. 스노리 스투를루손은 신 에다에서 윙글링가 이전에 귈피가 있었다고 쓴다.
윙글링 가의 족보는 앵글로색슨 왕족 족보가 그렇듯이 오딘 신에게까지 거슬러 올라간다. 오딘은 아시아 출신의 귀족으로 에우헤메리즘이 되었으며 그 조상은 트로이아의 왕족이라고 한다. 〈그로티의 노래〉에서 오딘으로부터 4세대 뒤의 푤니르 왕이 아우구스투스와 동시대 사람이라면서 그를 기원전 1세기 사람으로 비정한다. 푤니르 이후의 왕들은 내부 연표에 기반하고 있으며 그 치세는 기원후 1세기에서 7세기까지에 이른다.
후기 윙글링 왕조(6 ~ 7세기 벤델 시대)의 왕들은 《헤임스크링글라》에 기록된 행적은 신화에 지나지 않는다 할지라도 그 존재 자체는 역사상 실존한 지배자에 대응할 가능성이 있다. 에길, 오타르, 알레 왕은 앵글로색슨의 《베오울프》에도 언급된다. 잉걀드 왕 이후로 스노리는 노르웨이 왕가 이야기를 하게 되므로 스웨덴 왕들은 더 이상 다루지 않는다.
- (귈피) - 스웨덴의 원주민의 왕으로 오딘의 일족이 오자 그들에게 양위했다고 한다.
- 오딘
- 뇨르드
- 윙그비프레위
- 푤니르 (기원전 1세기)
- 스베이그데르 (기원후 1세기)
- 바늘란디
- 비스부르
- 도말드 (2세기경)
- 도마르
- 뒤그비
- 다그 스파카 (3세기경)
- 아그네 (4세기 초엽)
- 알레크와 에이리크
- 윙그비와 알프
- 후글레이크
- 하케
- 요룬드 (4세기 말엽)
- 아운 인 가믈리와 알레 힌 프뢰크니 (5세기경)
- 에길(옹겐세오우) (5세기 말엽에서 6세기 초엽)
- 오타르 (오흐세레)
- 알레 (오넬라)
- 아딜스 (에아드길스) (530년경–575년경)
- 외스텐 (6세기 말엽)
- 쇨베 (6세기 말엽에서 7세기 초엽)
- 윙그바르 (7세기 초엽)
- 아눈드 (7세기 초엽에서 7세기 중엽)
- 잉걀드 (7세기 중엽)

## 이바르 인 비드파드미가
이하 목록은 윙글링 왕조 이후의 전설적인 왕들로서 하랄드 힐디톤 및 라그나르 로드브로크 전설의 등장인물들이다.
덴마크의 삭소 그라마티쿠스에 따르면 시구르드 흐링그는 윙글링 가에 속하며 잉걀드의 아들이라고 한다. 그러나 노르드 사가들은 시구르드의 아버지를 란드베르 또는 가르다리키의 왕 라드바르드 또는 덴마크 부왕 발다르 또는 덴마크와 셸란의 왕 흐레레크 슬롱반바우기라고 한다.
- 이바르 인 비드파드미 (655년경 – 695년경)
- 하랄드 힐디톤 (705년경 – 750년)
- 시구르드 흐링그 (750년경 – 770년경)
- 라그나르 로드브로크 (770년경 – 785년경)
- 에위스테인 인 일라디 (8세기 말엽)

## 문쇠가
- 시구르드 흐링그 (750년경 – 770년경)
- 라그나르 로드브로크 (770년경 – 785년경)
- (에위스테인 인 일라디) (8세기 말엽)
- 뵤른 야른시다 (9세기 초엽)
- 에이리크 뵤른손 (9세기 초엽)
- 에이리크 레필손 (9세기 초엽)
- 오눈드 웁살리 (9세기 초엽)
- 뵤른 아트 하우기 (829년경-831년)
- 올로프 1세 (9세기 중엽)
- 에이리크 에위문드손 (9세기 중엽)
- 링그 (910년경-940년)
- 에이리크 링그손 (940년경-950년)
- 에문드 에이릭손 (10세기 중엽)
- 뵤른 에이릭손 (10세기 하반기)
- 올라프 뵤른손 (10세기 하반기)

이 시기를 다루는 문헌들은 내용이 상호 모순되며, 왕들의 이름이 나와 있는 문헌 중 동시대 사람이 쓴 문헌은 브레멘-함부르크 대주교 림베르트가 쓴 《비타 안스가리》 뿐이고 스칸디나비아 측에는 없다. 형제가 동시에 왕위에 올라 공동통치를 하는 전통 때문이라고 문헌들 사이의 내용 충돌을 설명하는 설도 있다. 이 시기를 다루는 문헌들은 뵤른 아트 하우기와 오눈드 웁살리 사이의 내전과 에이리크 인 시그르셀리, 올라프 뵤른손, 스튀르뵤른 스테르키 사이의 왕위계승 문제를 주로 다루고 있다.
이후 스웨덴 왕의 계보는 역사적 실재가 확실한 스웨덴의 군주들로 이어진다.

## 데인인의 사적
덴마크 사람 삭소 그라마티쿠스가 쓴 《데인인의 사적》에만 나타나는 스웨덴 왕들이 있다. 이들 중 일부는 《윙글링 일족의 사가》를 비롯한 서노르드 문헌들에서 나타나는 왕들과 동일인으로 생각된다(예: 아티슬/아딜스, 훈딩/푤니르, 할프단, 시구르드 흐리이그, 라그나르 로드브로크, 알리크와 에이리크 등). 또한 왕조들도 일치한다. 프레위 신의 후예들이 윙글링 가이고 사이사이 스쿌둥 가가 있다.
그러나 차이점도 많다. 이러한 차이는 주로 문헌이 쓰여진 곳이 어디냐에 따른 입장 차이에 기인한다. 노르웨이계 물건인 《윙글링 일족의 사가》에서는 노르웨이 왕가의 시조인 스웨덴 왕가를 찬양함으로써 노르웨이 왕가를 함께 찬양하려 하는 반면, 덴마크계 물건인 《데인인의 사적》은 데인인들이 스웨덴 왕들을 굴복시킴으로써 데인 왕가를 찬양하려 하는 모습을 보인다.
- 훈딩 (노르드 사가의 푤니르에 대응)
- 알리크와 에이리크 (노르드 사가의 알레크와 에이리크에 대응)
- 할프단 에이릭손
- 시와르드
- 할프단 vs. 에이리크 프로디손 (할프단 vs. 아운에 대응)
- 할프단의 사망 시점에 기트의 윙그윈 (할프단이 죽자 아운이 스웨덴 왕위를 주장하기 위해 예탈란드에서 돌아온 것에 대응되는 것으로 보임)
- 라근발드 (옹겐세오우/에길 에 대응)
- 호드브로드 (오흐세레/오타르에 대응)
- 아디슬 (베오울프의 에아드길스 및 노르드 사가의 아딜스에 대응)
- 히아르투아르 (흐롤프 크라키를 죽인 자인데 이 자를 스웨덴의 왕으로 기록한 것은 삭소 뿐임)
- 호데르 (아디슬의 형제이나 에안문드와 동일인이 아님. 놀랍게도 노르드 신화의 호드 신에 바탕한 인물임)
- 알베르 (알프에 대응)
- 잉길드 (잉걀드와 윙그비에 동시에 대응)
- 시구르드 흐링그 (노르드 사가와 동일)
- 라그나르 로드브로크 (노르드 사가와 동일)
- 뵤른 야른시다 (노르드 사가와 동일)
- 에리크 베데르하트 (에이리크 에위문드손과 동일인일 가능성 있음)